# Włodzimierz Rudnicki
Włodzimierz Rudnicki (ur. 11 stycznia 1955 w Gliwicach) – polski duchowny protestancki, kaznodzieja, prezbiter, pastor zboru zielonoświątkowego „Nowe Życie” w Warszawie.

## Życiorys
Po ukończeniu studiów teologicznych na Chrześcijańskiej Akademii Teologicznej w 1982 r. objął kierownictwo Szkoły Biblijnej w Warszawie, obecnie działającej jako Wyższa Szkoła Teologiczno-Społeczna. Stanowisko to sprawował przez 23 lata. W zakres jego obowiązków wchodziło przygotowanie i formacja przyszłych pastorów, kaznodziejów, nauczycieli i misjonarzy. W latach 1992–2008 był członkiem Naczelnej Rady Kościoła Zielonoświątkowego, sprawując także funkcję Prezbitera Okręgowego w latach 1992–1996, 1996–2000 i 2004–2008. Pastor Rudnicki był także zastępcą Prezbitera Naczelnego ds. Edukacji w latach 2000–2004. Począwszy od 1995 roku sprawował urząd pastora, najpierw przez ponad dwa lata, zaś obecnie od 2004 r.